# Crispin Bonham-Carter
Crispin Bonham-Carter (23 settembre 1969) è un attore e regista teatrale inglese.
Bonham-Carter è un lontano cugino dell'attrice Helena Bonham Carter. Ha studiato al Glenalmond College e si è laureato presso l'Università di St. Andrews in Scozia con una laurea in lettere classiche nel 1992.
È noto per il suo ruolo di Mr. Bingley nella serie della BBC Orgoglio e pregiudizio del 1995. L'anno precedente aveva recitato nella sitcom tv Honey for Tea. Bonham-Carter ha recitato accanto a Ewan McGregor nel dramma della BBC del 1993 Scarlet and Black in cui interpretava un pretendente di Rachel Weisz. Ha interpretato inoltre un piccolo ruolo ne Il diario di Bridget Jones, una moderna versione del romanzo di Jane Austen Orgoglio e pregiudizio. È apparso anche nella quarta stagione di Absolutely Fabulous.

## Filmografia
- Casa Howard, 1992
- Scarlet and Black, 1993
- Honey for Tea, 1994
- Full Throttle, 1995
- Orgoglio e pregiudizio, 1995 Mr. Charles Bingley
- Annie: A Royal Adventure!, 1995
- Highlander, 1996
- Cadfael, 1997
- Rag Nymph, 1997
- Basil, regia di Radha Bharadwaj (1998)
- Game-On, 1998
- Basil, 1998
- The Gift, 1998
- Cime tempestose, 1998
- Coronation Street - The Brighton Bubble, 1999
- Urban Gothic, 2000
- Mind Games, 2001
- Il diario di Bridget Jones, 2001
- Victoria & Albert, 2001
- Absolutely Fabulous, 2001
- Murder Rooms: The Kingdom of Bones, 2001
- Relic Hunter – serie TV, episodi 2x20-3x21 (2001-2002)
- E.R. - Medici in prima linea, 2002
- The Project, 2002
- Peter in Paradise, 2003
- Auf Wiedersehen, Pet, 2004
- Giardini e misteri, 2004
- The Walk, 2005
- Ghostboat, 2006
- The Impressionists, 2006
- Suez: A Very British Crisis, 2006
- Casino Royale, 2006